# Яванска брадавичеста змия
Яванска брадавичеста змия (Acrochordus Javanicus) е вид тропическа змия, най-добре изученият представител на род Acrochordus. Към рода принадлежат още 2 вида: индийска брадавичеста змия (A. granulatus) и арафурска брадавичеста змия (A. arafurae). Синоними: слонски хобот, слонска змия, змия-булдог.

## Физически характеристики
На дължина достига 1,8-2,3 m. (2,5), (2,8). Женските са над 2 пъти по-дълги от мъжките. Главата е къса, широка. Опашката е къса, хватателна. Външната ѝ анатомия е различна от тази на другите видове Змии. Люспите върху главата липсват, липсват също двигателните, разтегателни люспи на корема. Люспите върху тялото са пирамидални с остри върхове (имат малки шипчета), раздалечени са и кожата между тях е гъсто осеяна с кръвоносни съдове. Според някои автори, змията е частично кожнодишаща под вода. Кожата ѝ е гъбеста, надиплена на плисета (другите два вида са по-надиплени). Ноздрите и устата имат кожести клапани, които спират нахлуването на вода. Живородна е - женската ражда под водата между 20 и 70 малки. На горната челюст има 17 зъба, на долната 18 - 20. Не е отровна. Цветът ѝ най-често е сив или кафяв, който отстрани на тялото преминава в жълтеникав. Очите са малки а зрението лошо. Дразни се от силна светлина.

## Разпространение и местообитание
Среща се в Индонезия, Нова Гвинея, крайбрежията на Северна Австралия и Индо-Китай. Привнесен във Филипините вид (о. Минданао). Живее в Мангрови и други блата, реки, крайбрежия. Води се сладководна, но се среща и в солена вода.

## Начин на живот
Интересното при Яванската брадавичеста змия е, че почти целия си живот (даже и целия) прекарва във водата. Може да издържи часове, без да поеме въздух. Храни се основно с: риба, жаби, ракообразни, молюски. Териториална е и ако си хареса някое място на дъното, може да остане там седмици. Средно агресивна змия.